# Олександр Мошковський
Олександр Мошковський (нім. Alexander Moszkowski; 15 січня 1851, Пілица Королівство Польське (нині Сілезьке воєводство, Польща) — 26 вересня 1934, Берлін) — німецький письменник, сатирик, комедіограф, журналіст, редактор, видавець, популяризатор науки польсько-єврейського походження.

## Біографія
Олександр Мошковський народився у заможній єврейській родині, брат відомого композитора Моріца Мошковського. Дитинство провів у Бреслау. Здобувши освіту, вирушив до Берліна, де у 1877—1886 роках співпрацював з сатиричним виданням «Berliner Wespen»  («Берлінські оси»). Після сварки з видавцем пішов з редакції, заснував і редагував власний гумористичний журнал «Lustige Blätter» («Веселі сторінки»), що виходив до виникнення Веймарської республіки.
Олександр Мошковський дружив з багатьма відомими людьми Берліна, у тому числі з Альбертом Ейнштейном.
В результаті довгих бесід з фізиком, написав книгу «Ейнштейн. Погляд на світ його думок» («Einstein. Einblicke in seine Gedankenwelt»), що стала однією з перших спроб популяризації теорії відносності. Книга була зустрінута з великим інтересом у читачів, вийшла значним накладом і відома понині. Придбав у Німеччині ім'я талановитого і дотепного письменника і філософа.
Крім того, Олександр Мошковський — автор багатьох сатиричних та гумористичних творів і п'єс, які мали успіх. Один з найвідоміших німецьких гумористів, Олександр Мошковський, створив особливий тип гумористичної рецензії про явища музичного життя («Anton Notenquetscher»).
У 1922 році написав науково-фантастичний роман «Острови мудрості» (нім. Die Inseln der Weisheit), яка написана в стилі «Мандрів Гуллівера» Дж. Свіфта, в якій передбачав створення мобільних телефонів і голографії, прискорення нашого сучасного високотехнологічного інформаційного суспільства.
У повісті описав, як на островах Сарагалла, розташованих в районі Гаваїв, панує швидкість з метою економії часу і широко поширена загальна механізація. Передбачення письменника про світ майбутнього, посилалися на роботи футуристів.

## Вибрані твори
- Marinirte Zeitgeschichte, Gesammelte Humoresken (1884)
- Anton Notenquetscher's Lustige Fahrten (1895)
- Das Buch der 1000 Wunder (1916)
- Sokrates der Idiot (1917)
- Der Sprung über den Schatten (1917)
- Die Ehe im Rückfall und andere Anzüglichkeiten (1918)
- Das Geheimnis der Sprache (1920)
- Die Welt von der Kehrseite (1920)
- Der Venuspark, Phantasien über Liebe und Philosophie (1920)
- Fröhlicher Jammer, Ein Vortrags-Brevier (1922)
- Die Inseln der Weisheit. Geschichte einer abenteuerlichen Entdeckungsfahrt (1922; Острови мудрості: Історія пригод експедиції)
- Das Panorama meines Lebens (1924)